# Scolecolepides viridis
Scolecolepides viridis är en ringmaskart som först beskrevs av Addison Emery Verrill 1873.  Scolecolepides viridis ingår i släktet Scolecolepides och familjen Spionidae.
Artens utbredningsområde är Mexikanska golfen. Inga underarter finns listade i Catalogue of Life.